# Alphataurus
Alphataurus je italská hudební skupina hrající progresivní rock.

## Historie
Skupina vznikla v roce 1970 v Miláně a o tři roky později vydala své debutové eponymní album. Hudebníci začali nahrávat i druhou desku, kapela se však zakrátko rozpadla. Demo nahrávky z tohoto nedokončeného projektu byly roku 1992 vydány pod názvem Dietro l'uragano.
K obnovení činnosti skupiny došlo roku 2009, kdy část původních členů, kytarista Wassermann, klávesista Pellegrini a bubeník Santandrea, přizvali k sobě nového zpěváka a další dva hráče. V roce 2010 tak proběhl oficiální reunion Alphatauru, z něhož vzešlo živé album Live in Bloom. Sestava rytmické sekce se následně několikrát změnila. Roku 2012 vydala skupina své druhé studiové album AttosecondO, které obsahuje i některé dokončené části skladeb z desky Dietro l'uragano.

## Členové skupiny
Sestava z roku 1973
- Michele Bavaro – zpěv
- Guido Wassermann – kytara
- Pietro Pellegrini – klávesy
- Alfonso Oliva – baskytara
- Giorgio Santandrea – bicí

Členové po roce 2009
- Claudio Falcone – zpěv
- Guido Wassermann – kytara
- Pietro Pellegrini – klávesy
- Andrea Guizzetti – zpěv
- Fabio Rigamonti – baskytara (2009–2013)
- Marco Albanese – baskytara (od 2013)
- Giorgio Santandrea – bicí (2009–2011)
- Alessandro „Pacho“ Rossi – bicí (2011–2013)
- Diego Mariani – bicí (od 2013)

## Diskografie
Studiová alba
- Alphataurus (1973)
- AttosecondO (2012)

Koncertní alba
- Live in Bloom (2012) – koncert z roku 2010

Ostatní
- Dietro l'uragano (1992) – demo nahrávky z roku 1973
- Prime Numbers (2014) – živé DVD a nevydané rarity